# سلطنت قعیطی

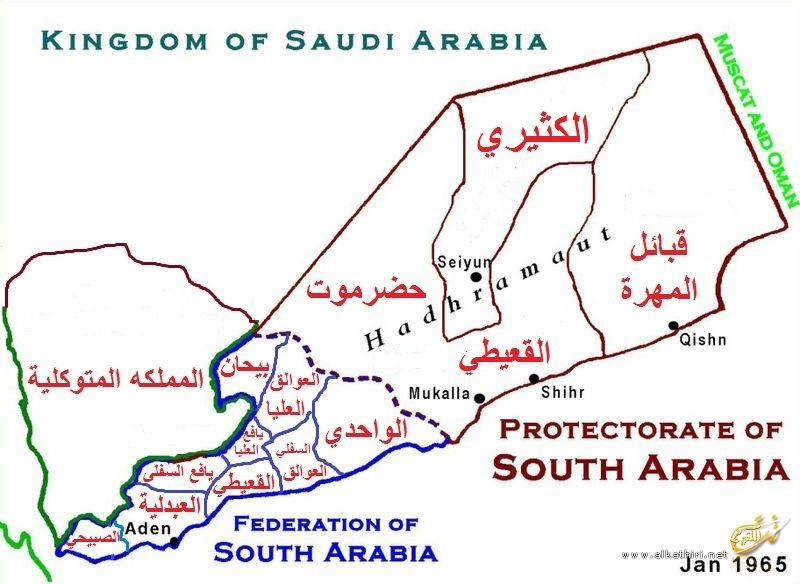
سلطنت قعیطی در تحت‌الحمایه عربستان جنوبی

پرچم سلطنت قعیطی.

سلطنت قعیطی نام سلطان‌نشینی نیمه‌مستقل بود در منطقه حضرموت در جنوب شبه‌جزیره عربستان. مرکز این سلطنت در شهر بندری مُکَلّا قرار داشت.
سلطنت قعیطی یکی از بزرگ‌ترین سلطان‌نشین‌ها در محدوده تحت‌الحمایه بریتانیا در عدن بود. این محدوده تحت‌الحمایه بعدها هسته کشور یمن را تشکیل داد.

## تاریخچه
سلطنت قعیطی پس از آن تشکیل شد که قبیله نیرومند قعیطی در اوایل سده نوزدهم میلادی تصمیم گرفت قدرت سلطنت کثیری که در منطقه را به چالش بکشد. قعیطی‌ها و کثیری‌ها درگیر نبرد برای چیرگی بر حضرموت شدند تا این‌که فشار بریتانیا باعث شد تا در سال ۱۹۱۸ صلح کنند. هر دو سلطان‌نشین در سال ۱۹۶۷ جزئی از یمن جنوبی شدند و پس از آن در سال ۱۹۹۰ بخشی از یمن متحد را تشکیل دادند.

## نگارخانه

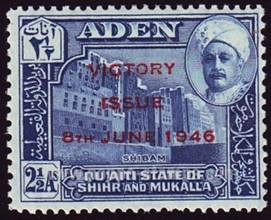
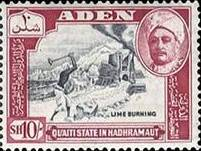
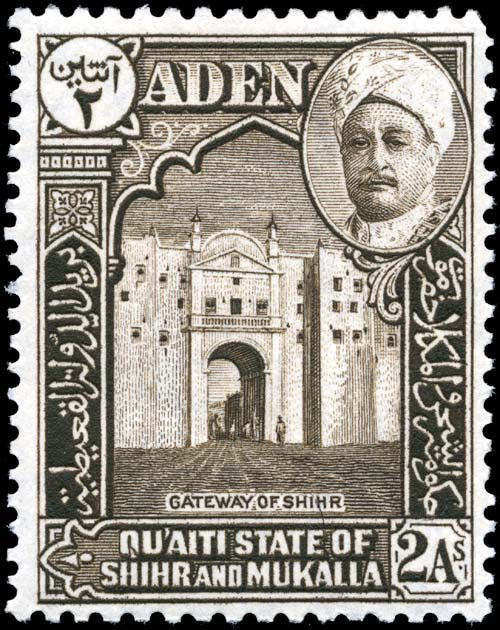